# Клеточный атипизм
Клеточный атипизм — свойство злокачественных опухолевых клеток, приводящее к утрате этими клетками первоначальной тканевой специфичности, резкому понижению способности к адгезии, формированию злокачественной опухоли и приобретению ими способности к постоянному бесконтрольному росту и размножению, к метастазированию и резко отличающее каждую отдельно взятую злокачественную клетку от нормальных.
Клеточный атипизм включает в себя:
1. полиморфизм клеток (клетки имеют различную форму, структуру и размер).
2. полиморфизм ядер (увеличение числа клеточных ядер, которые имеют различные размеры и формы).
3. ядра становятся крупными гиперхромными.
4. нарушение ядерно-цитоплазматического индекса и смещение его в сторону ядра.
5. появляются крупные ядрышки.
6. появляются фигуры атипичных митозов.